# Sweet Taste of Liberty
"Sweet Taste of Liberty" (traducido como "Dulce sabor a libertad") es el tercer episodio de la serie de televisión How I Met Your Mother. Se emitió por primera vez el 3 de octubre de 2005. El episodio fue escrito por Chris Miller & Phil Lord y fue dirigido por Pamela Fryman.

## Reparto
| - Josh Radnor como Ted Mosby. - Jason Segel como Marshall Eriksen. - Cobie Smulders como Robin Scherbatsky. - Neil Patrick Harris como Barney Stinson. - Alyson Hannigan como Lily Aldrin. - Bob Saget como futuro Ted Mosby. (Voz, No acreditado) - Lyndsy Fonseca como Penny Mosby. (la futura hija de Ted) - David Henrie como Luke Mosby. (el futuro hijo de Ted) - Joe Nieves como Carl. | - Earl Billings como Oficial McNeil - Robb Derringer como Derrick - Tiffany Brouwer como Laura - Pedro Miguel Arce como Dana - Alyshia Ochse como Tatiana - Carla Toutz como Sascha - Gita Isak como la azafata - Anna Zielinski como Chica Linda - Mark Edward Smith como Bomb Squad Guy - Sean Lucore como Sean Chico #1 - Chuck Carter como Chico #2 - Dustin Lancaster como Chico #3 - Floyd Vanbuskirk como Leonard el taxista #2 |

## Trama
Barney ha decidido que es hora que Ted salga de su rutina de ir al mismo bar. Él le dice a Ted que quiere hacer algo "legendario". Barney saca a Ted de su taxi, y le dice que necesita recoger a alguien en el aeropuerto. Ted no se dio cuenta de que Barney quiso decir que iba a JFK a buscar mujeres. Barney le dice a Ted que son "hombres de negocios internacionales" quiénes han regresado de un viaje lucrativo de Japón. Barney luego decide que deben volar a Filadelfia porque dos mujeres hermosas también van allí. Barney llama a Marshall (quién se supone que está estudiando) para que vaya a Filadelfia en el FIero, ya que va a ser "legendario". Ted y Barney finalmente descubren que las chicas tienen novios quienes son jugadores de los Eagles. Ted y Barney son llevados a custodia por la seguridad del aeropuerto, ya que dejaron su equipaje en un carrusel en el aeropuerto JFK. Son detenidos por un tiempo, pero son liberados cuando se revela que el equipaje de Barney incluye condones y una barra de energía.
Luego van con Sascha, una guardia del aeropuerto, a lo que parece ser una fiesta aburrida. Barney, tras conocer a alguien que trabaja en seguridad para la Campana de la Libertad, decide que sería "legendario" lamer la punta. Ted al principio se niega, pero después que Barney le dice a Ted que él es su mejor amigo, Ted decide ir. Durante todo este tiempo, Ted y Barney llaman a Marshall, diciéndole que vaya a su casa porque no pasará nada emocionante, o que vaya porque será "legendario".
Mientras tanto, Lily y Robin van al bar para una noche de chicas. Lily se pone celosa de Robin por la atención que recibe de los hombres en el bar, y se da cuenta de que nadie se quiere acercar a una mujer que tiene un anillo de compromiso. Ella le pregunta a Marshall sí se puede sacar el anillo, y Marshall dice que sí. Lily luego intenta atraer hombres, pero no tiene éxito, obteniendo la atención de un hombre gay quién le dijo que se sentó en una uva. Robin se enoja por el cambio del comportamiento de Lily, y convence a Lily que ella tiene lo que la mayoría de las mujeres solteras quieren: un buen novio. El hombre gay se ofrece a ayudarle a sacar la mancha de la uva, y Marshall se topa con él mientras lo está haciendo. Marshall, quien ha venido solo porque tuvo dudas sobre Lily sacándose el anillo, estaba listo para pelear con el hombre, pero se siente aliviado cuando descubre que el hombre es gay, ya que no tendrá que pelear. Sin embargo, el novio del hombre, también del tipo celoso, golpea a Marshall.

## Continuidad
- El Pontiac Fiero de Marshall aparece por primera vez.
- Barney dice "BTW" en lugar de "by the way" por primera vez, lo cual se puede traducir como "PC" en lugar de "por cierto".
- La habilidad de Marshall de cantar lo que está haciendo aparece por primera vez.